# Josef Grammig
Josef Grammig (* 13. Januar 1903 in Großauheim; † 25. September 1989 in Kleinostheim) war ein deutscher Gewerkschafter und von 1949 bis 1955 Abgeordneter des Bayerischen Senats.

## Leben
Nach dem Besuch der Volksschule und der Fachschule machte Grammig in Großauheim eine Lehre zum Modellschreiner, die er mit der Gesellenprüfung abschloss. Bis 1929 war er bei verschiedenen Firmen im Rhein-Main-Gebiet als Modellschreiner beschäftigt. Nach fünfjähriger Arbeitslosigkeit gründete er 1938 einen eigenen Modellschreinerbetrieb.

### Ämter
Von 1929 bis zur Auflösung 1933 war Grammig Vorsitzender der Ortsverwaltung des Christlichen Metallarbeiterverbands in Aschaffenburg. Von 1949 bis 1955 war er Präsident der Handwerkskammer für Unterfranken. Vom 10. Juni 1949 bis zum 31. Dezember 1955 gehörte Grammig dem Bayerischen Senat an.